# 中日ドラゴンズの選手一覧
- 中日ドラゴンズ > 中日ドラゴンズの選手一覧
- 日本のプロ野球選手一覧 > 中日ドラゴンズの選手一覧

中日ドラゴンズの選手一覧（ちゅうにちドラゴンズのせんしゅいちらん）は、中日ドラゴンズに所属している選手・監督・コーチ、およびかつて所属していた選手の一覧である。

## 首脳陣

### 一軍
| 背番号 | 名前     | 役職                             |
| ------ | -------- | -------------------------------- |
| 99     | 井上一樹 | 監督                             |
| 83     | 山井大介 | 投手コーチ                       |
| 82     | 浅尾拓也 | 投手コーチ                       |
| 89     | 松中信彦 | 打撃統括コーチ                   |
| 78     | 森野将彦 | 打撃・作戦コーチ                 |
| 72     | 大野奨太 | バッテリーコーチ                 |
| 74     | 飯山裕志 | 野手総合コーチ                   |
| 71     | 堂上直倫 | 内野守備走塁コーチ               |
| 87     | 中村豊   | 外野守備走塁コーチ               |
| 76     | 大塚晶文 | 巡回投手・育成コーチ兼スコアラー |

### 二軍
| 背番号 | 名前       | 役職                 |
| ------ | ---------- | -------------------- |
| 88     | 落合英二   | 監督                 |
| 77     | 小山伸一郎 | 投手統括コーチ       |
| 98     | 田島慎二   | 投手コーチ           |
| 75     | 小池正晃   | 打撃統括コーチ       |
| 84     | 福田永将   | 打撃コーチ           |
| 80     | 小田幸平   | バッテリーコーチ     |
| 81     | 森越祐人   | 内野守備走塁コーチ   |
| 79     | 平田良介   | 外野守備走塁コーチ   |
| 85     | 渡邉博幸   | 野手総合・育成コーチ |
| 86     | 小林正人   | 投手・育成コーチ     |

## 所属選手

### 投手
| 背番号 | 名前                   | 投 | 打 | 備考                                           |
| ------ | ---------------------- | -- | -- | ---------------------------------------------- |
| 11     | 岡田俊哉               | 左 | 左 | 育成選手からの支配下登録                       |
| 13     | 橋本侑樹               | 左 | 左 |                                                |
| 14     | 草加勝                 | 右 | 右 |                                                |
| 17     | 柳裕也                 | 右 | 右 |                                                |
| 18     | 梅津晃大               | 右 | 右 |                                                |
| 19     | 髙橋宏斗               | 右 | 右 |                                                |
| 20     | 涌井秀章               | 右 | 右 |                                                |
| 21     | 金丸夢斗               | 左 | 左 | 2024年ドラフト1位                              |
| 22     | 大野雄大               | 左 | 左 |                                                |
| 26     | 仲地礼亜               | 右 | 右 | 31から背番号変更                               |
| 28     | 森博人                 | 右 | 右 |                                                |
| 29     | 松木平優太             | 右 | 右 | 69から背番号変更                               |
| 30     | 根尾昂                 | 右 | 左 | 7から背番号変更                                |
| 32     | 伊藤茉央               | 右 | 左 | 楽天から現役ドラフトで移籍                     |
| 33     | 祖父江大輔             | 右 | 左 |                                                |
| 34     | 福敬登                 | 左 | 左 |                                                |
| 36     | 福田幸之介             | 左 | 左 |                                                |
| 38     | 松葉貴大               | 左 | 左 |                                                |
| 41     | 勝野昌慶               | 右 | 右 |                                                |
| 46     | 梅野雄吾               | 右 | 右 |                                                |
| 47     | 吉田聖弥               | 左 | 左 | 2024年ドラフト2位                              |
| 48     | 土生翔太               | 右 | 右 |                                                |
| 50     | 清水達也               | 右 | 右 |                                                |
| 52     | ジュニオル・マルテ     | 右 | 右 | 新外国人                                       |
| 54     | 藤嶋健人               | 右 | 右 | 選手会長                                       |
| 59     | 齋藤綱記               | 左 | 左 |                                                |
| 61     | 高橋幸佑               | 左 | 左 | 2024年ドラフト5位                              |
| 64     | 有馬惠叶               | 右 | 右 | 2024年ドラフト6位                              |
| 69     | 三浦瑞樹               | 左 | 右 | ソフトバンクから移籍・育成選手からの支配下登録 |
| 70     | 近藤廉                 | 左 | 左 | 育成選手からの支配下登録                       |
| 90     | 松山晋也               | 右 | 右 |                                                |
| 91     | ウンベルト・メヒア     | 右 | 右 |                                                |
| 93     | カイル・マラー         | 左 | 右 | 新外国人                                       |
| 94     | ナッシュ・ウォルターズ | 右 | 右 | 新外国人                                       |
| 203    | 井上剣也               | 右 | 右 | 育成選手・2024年育成ドラフト2位                |
| 208    | 石川翔                 | 右 | 左 | 育成選手                                       |
| 212    | 野中天翔               | 左 | 左 | 育成選手                                       |
| 213    | 森山暁生               | 左 | 左 | 育成選手                                       |
| 216    | 菊田翔友               | 右 | 右 | 育成選手                                       |
| 219    | ランディ・マルティネス | 左 | 左 | 新外国人・育成選手                             |

### 捕手
| 背番号 | 名前       | 投 | 打 | 備考              |
| ------ | ---------- | -- | -- | ----------------- |
| 9      | 石伊雄太   | 右 | 右 | 2024年ドラフト4位 |
| 35     | 木下拓哉   | 右 | 右 |                   |
| 39     | 宇佐見真吾 | 右 | 左 |                   |
| 43     | 味谷大誠   | 右 | 左 |                   |
| 49     | 加藤匠馬   | 右 | 右 |                   |
| 57     | 山浅龍之介 | 右 | 左 |                   |
| 58     | 石橋康太   | 右 | 右 |                   |
| 215    | 日渡騰輝   | 右 | 左 | 育成選手          |

### 内野手
| 背番号 | 名前                     | 投 | 打 | 備考                            |
| ------ | ------------------------ | -- | -- | ------------------------------- |
| 0      | 辻本倫太郎               | 右 | 右 | 29から背番号変更                |
| 2      | 田中幹也                 | 右 | 右 |                                 |
| 3      | 高橋周平                 | 右 | 左 |                                 |
| 4      | オルランド・カリステ     | 右 | 右 | 99から背番号変更                |
| 5      | 村松開人                 | 右 | 左 |                                 |
| 6      | 中田翔                   | 右 | 右 |                                 |
| 7      | 福永裕基                 | 右 | 右 | 68から背番号変更                |
| 23     | マイケル・チェイビス     | 右 | 右 | 新外国人                        |
| 25     | 石川昂弥                 | 右 | 右 |                                 |
| 27     | 津田啓史                 | 右 | 右 |                                 |
| 31     | 森駿太                   | 右 | 左 | 2024年ドラフト3位               |
| 45     | 土田龍空                 | 右 | 左 | 「龍空」から登録名変更          |
| 60     | 山本泰寛                 | 右 | 右 |                                 |
| 63     | 板山祐太郎               | 右 | 左 | 外野手から登録変更              |
| 65     | 佐藤龍世                 | 右 | 右 | 西武からトレード移籍            |
| 95     | クリスチャン・ロドリゲス | 右 | 右 |                                 |
| 97     | 樋口正修                 | 右 | 左 |                                 |
| 202    | 中村奈一輝               | 右 | 右 | 育成選手・2024年育成ドラフト1位 |
| 207    | 星野真生                 | 右 | 右 | 育成選手                        |
| 218    | 川上理偉                 | 右 | 右 | 育成選手                        |

### 外野手
| 背番号 | 名前                 | 投 | 打 | 備考                                        |
| ------ | -------------------- | -- | -- | ------------------------------------------- |
| 00     | 尾田剛樹             | 左 | 左 |                                             |
| 1      | 岡林勇希             | 右 | 左 |                                             |
| 8      | 大島洋平             | 左 | 左 |                                             |
| 24     | ジェイソン・ボスラー | 右 | 左 | 新外国人                                    |
| 37     | 濱将乃介             | 右 | 左 |                                             |
| 42     | ブライト健太         | 右 | 右 |                                             |
| 44     | 川越誠司             | 左 | 左 |                                             |
| 51     | 上林誠知             | 右 | 左 |                                             |
| 53     | 駿太                 | 右 | 左 | 「後藤駿太」から登録名変更                  |
| 55     | 細川成也             | 右 | 右 |                                             |
| 66     | 鵜飼航丞             | 右 | 右 | 4から背番号変更                             |
| 201    | 加藤竜馬             | 右 | 両 | 育成選手・96から背番号変更 投手から登録変更 |
| 209    | 福元悠真             | 右 | 右 | 育成選手                                    |
| 220    | カルロス・モニエル   | 右 | 右 | 育成選手                                    |

## 退団・移籍した選手
名古屋軍・産業軍・中部日本・名古屋ドラゴンズ時代も含む。名前は選手として在籍した最終年の登録名を基準とする。

### あ行
あ
- 相川進（1965 - 1968）
- 愛甲猛（1996 - 2000）
- 会田豊彦（1960 - 1964）
- 青田潤三（1953 - 1954）
- 青山久人（1976 - 1984）
- 赤坂和幸（2008 - 2017）
- アリスティデス・アキーノ（2023）
- 赤田龍一郎（2010 - 2017）
- 秋田秀幸（1978 - 1982）
- 秋元肇（1965 - 1968）
- 秋山秀夫（1941）
- 阿久津義雄（1955 - 1958）
- 浅尾拓也（2007 - 2018）
- 朝倉健太（2000 - 2015）
- 浅原直人（1936 - 1936途）
- 足木敏郎（1953）
- 東瀬耕太郎（1999）
- アスプロ（1964 - 1965）
- 阿知羅拓馬（2014 - 2020）
- 阿部寿樹（2016 - 2022）
- 天野竹一（1939 - 1940）
- 新井良太（2006 - 2010）
- 洗平竜也（2001 - 2003）
- エルビス・アラウホ（2017）
- 荒川哲男（1987 - 1989）
- 荒木雅博（1996 - 2018・2019途 - 途）※2019年は引退試合に出場するための4日だけの現役復帰。
- 有賀佳弘（1986）
- フランク・アルバレス（2022 - 2024）
- ソイロ・アルモンテ（2018 - 2020・2023）
- アレックス（2003途 - 2006）
- スコット・アンダーソン（1991 - 1992）
- ティム・アンロー（2001 - 2001途）

い
- 李炳圭（2007 - 2009）
- 井洋雄（1962）
- 飯田幸夫（1972 - 1978）
- 伊貸文秀（1987 - 1989）
- 五十嵐明（1992 - 1993）
- 池田龍乗（1944）
- 池谷哲夫（1962）
- 生田裕之（1977 - 1978）
- 伊熊博一（1967 - 1973）
- 石井昭男（1978 - 1987）
- 石井裕也（2005 - 2008途）
- 石岡諒太（2016 - 2022途）
- 石垣幸大（2015 - 2016）
- 石垣雅海（2017 - 2024）
- 石川克彦（1952 - 1959）
- 石川鋗一（1954 - 1955）
- 石川光一（1967 - 1970）
- 石川賢（2004 - 2007）
- 石川駿（2015 - 2020）
- 石川省三（1953）
- 石川仁（1960）
- 石川緑（1954 - 1961）
- 石田政良（1937 - 1940・1946）
- 石田泰三（1954 - 1957）
- 石鉢勝美（1953）
- 石丸進一（1941 - 1943）
- 石丸藤吉（1937 - 1943）
- 石本貴昭（1991途 - 1992）
- 石森大誠（2022 - 2024）
- 猪田利勝（1972 - 1976）
- 一枝修平（1964 - 1971）
- 市川裕美（1953）
- 市原圭（1994 - 1998途）
- 市村則紀（1983 - 1986途）
- 一柳忠尚（1951 - 1954）
- 井手峻（1967 - 1976）
- 井出登（1981 - 1983）
- 井手元健一朗（1992 - 1999）
- 伊藤国雄（1937 - 1938）
- 伊藤健（1955 - 1956）
- 伊藤康祐（2018 - 2023）
- 伊藤庄七（1955）
- 伊藤準規（2009 - 2020）
- 伊藤四郎（1951 - 1954）
- 井藤真吾（2009 - 2014）
- 伊藤竜彦（1959 - 1970）
- 伊藤久敏（1967 - 1974）
- 伊藤正志（1954 - 1956）
- 伊藤守（1958 - 1959）
- 伊藤泰憲（1971 - 1980）
- 伊奈努（1953 - 1960）
- 稲葉光雄（1971 - 1976）
- 井上一樹（1990 - 2009）
- 井上公志（2013 - 2014）
- 井上重信（1971途 - 終了）
- 井上次平（1942）
- 井上登（1953 - 1961・1967）
- 井上弘昭（1973 - 1980）
- 井上幸信（1971途 - 終了）
- 井上嘉弘（1944・1946 - 1947）
- 猪田利勝（1972 - 1976）
- 猪俣隆（1998）
- 井端弘和（1998 - 2013）
- 今岡均（1977 - 1980）
- 今津光男（1957 - 1964）
- 今中慎二（1989 - 2001）
- 井本直樹（2001 - 2002）
- 入沢淳（1984 - 1986）
- 井領雅貴（2015 - 2021）
- 伊礼忠彦（1993 - 1995）
- 岩﨑恭平（2009 - 2014途）
- 岩嵜翔（2022 - 2025途）
- 岩﨑達郎（2007 - 2013途・2017）
- 岩瀬光時（1962 - 1964）
- 岩瀬仁紀（1999 - 2018・2019途 - 途）※2019年は引退試合に出場するための4日だけの現役復帰。
- 岩田慎司（2009 - 2016）
- 岩田次男（1936 - 1937春）
- 岩月宏之（1967 - 1968）
- 岩本章（1939 - 1944・1946 - 1947）
- 岩本好広（1987途 - 1990）

う
- ジミー・ウィリアム（1973 - 1974）
- ジミー・ウィリアムズ（1997 - 1997途）
- 植大輔（2003 - 2004）
- 上田洸太朗（2021 - 2024）
- 上田佳範（2006 - 2008）
- 上原晃（1988 - 1996）
- 浮州重紀（1952 - 1953）
- 氏家雅行（1971 - 1975）
- 牛島和彦（1980 - 1986）
- 打越敏彦（1959 - 1961）
- 内田強（1986 - 1987途）
- 内山和巳（1958 - 1960）
- 内海武彦（1955 - 1957）
- 有働克也（1997 - 1999）
- 宇野勝（1977 - 1992）
- 梅田邦三（1976 - 1980途）
- 梅本政夫（1938）
- 浦西美治（1959 - 1961）
- レオナルド・ウルヘエス（2017途 - 終了）

え
- 江崎照雄（1963）
- 江島巧（1968 - 1972）
- 江藤省三（1969 - 1976）
- 江藤慎一（1959 - 1969）
- 衛藤大輔（1948）
- 江本晃一（1985 - 1989途）
- アンダーソン・エルナンデス（2014 - 2016）
- 遠田誠治（1986 - 1992）
- 遠藤一星（2015 - 2021）
- 遠藤忠二郎（1937）
- 遠藤政隆（1994 - 2006）

お
- 大石友好（1985 - 1991）
- 大石弥太郎（1977 - 1978）
- 大河原栄（1979 - 1985）
- 大串祥寅（1983）
- 大藏彰人（2018 - 2020）
- 大沢紀三男（1943 - 1944・1948）
- 大沢清（1937 - 1941・1946 - 1948）
- 大島中（1958 - 1960）
- 大島信雄（1952 - 1955）
- 大島秀晃（1981）
- 大島康徳（1969 - 1987）
- 大隅正人（1971途 - 1976）
- 太田敏行（1954 - 1956）
- 太田文高（1954 - 1961）
- 太田勝（1962 - 1963）
- 大田黒誠二（1972）
- 大塚晶則（2003途 - 終了）
- 大友進（2005）
- 大西譲治（1968 - 1970）
- 大西崇之（1995 - 2005）
- 大西寛介（1953）
- 大野奨太（2018 - 2023）
- 大野久（1995）
- 大場翔太（2016）
- 大場隆広（1967 - 1970）
- 大嶺祐太（2022）
- 大宮龍男（1988 - 1989）
- 大矢根博臣（1954 - 1960）
- 小笠原功（1960）
- 小笠原慎之介（2016 - 2024）
- 小笠原孝（1999 - 2012）
- 小笠原道大（2014 - 2015）
- 岡嶋博治（1954途 - 1960）
- 岡田耕司（1991 - 1993）
- 岡田善太郎（1951）
- 岡野祐一郎（2020 - 2023）
- 岡野義光（1962 - 1966）
- 岡村信夫（1936）
- 岡本真也（2001 - 2007）
- 岡本敏男（1940 - 1941）
- 岡本利三（1937）
- 小川健太郎（1964 - 1970途）
- 小川滋夫（1954 - 1960）
- 小川祥志（1989 - 1992）
- 小川敏明（1960途 - 1965）
- 小川将俊（2004 - 2009）
- 小川宗直（1990）
- 小川龍也（2010 - 2018途）
- 沖実郎（1948 - 1950）
- 小木曽紀八郎（1963 - 1965）
- 奥田修（1972 - 1973）
- 奥田和男（1972 - 1979）
- 奥田直也（1973途 - 1974）
- 奥原為雄（1954 - 1956）
- 小熊凌祐（2009 - 2020）
- 長田克史（1981 - 1986）
- 尾崎時雄（1955 - 1956）
- 小沢重光（1952 - 1954）
- 尾関釣（1956 - 1957）
- 小田幸平（2006 - 2014）
- 織田茂（1954）
- 落合英二（1992 - 2006）
- 落合博満（1987 - 1993）
- 音重鎮（1988 - 1990・1996 - 1999）
- 小野和幸（1988 - 1993）
- 小野和義（1997途 - 終了）
- 小野正一（1968 - 1970）
- 尾上旭（1982 - 1987）
- 小美濃武芳（1988 - 1989）
- 小山桂司（2009 - 2011）

### か行
か
- マイク・ガーバー（2021）
- ダン・カールソン（2000 - 2000途）
- 貝塚博次（1975 - 1978）
- 垣越建伸（2019 - 2024）
- 柿本実（1961 - 1965）
- 郭源治（1981途 - 1996）
- 笠石徳五郎（1946 - 1948）
- 笠原祥太郎（2017 - 2022）
- 鹿島忠（1983 - 1996）
- ボビー・カスティーヨ（1987途 - 終了）
- 片岡健治（1960 - 1961）
- 片岡宏雄（1959 - 1960）
- 片岡光宏（1989）
- 片貝義明（1974 - 1980）
- 片平哲也（1986 - 1988）
- 桂依央利（2014 - 2022）
- 葛城隆雄（1964 - 1969）
- 門石盛（1953）
- 加藤一昭（1950 - 1953）
- 加藤久太郎（1938秋）
- 加藤邦洋（1974 - 1976）
- 加藤聡（2009 - 2012）
- 加藤正二（1939・1943 - 1944・1946 - 1947）
- 加藤翔平（2021途 - 2024）
- 加藤進（1949 - 1957）
- 加藤斌（1963 - 1964）※現役中に死去。
- 加藤翼（2021 - 2024）
- 加藤智男（1936秋）
- 加藤光教（2006 - 2007）
- 加藤力雄（1960 - 1963）
- 門岡信行（1962 - 1970）
- 門倉健（1996 - 1999）
- 金井正幸（1974 - 1982途）
- 金森隆浩（1995 - 1997・1999）
- 金山次郎（1943 - 1944・1946 - 1947）
- 金山仙吉（1970 - 1985）
- 金子歩（1989 - 1991）
- 戒能朶一（1938秋 - 1940）
- 加賀元（1991 - 1992）
- 金子勝美（1972 - 1977）
- 金子丈（2015 - 2017）
- 兼子文広（1956）
- 金田進（1982 - 1991）
- 金富泰洋（1967 - 1970）
- 金村義明（1995 - 1997途）
- 金本明博（2006 - 2007）
- ダニエル・カブレラ（2013 - 2014）
- 釜井敏晴（1961 - 1964）
- 鎌田圭司（2005 - 2007）
- 鎌仲政昭（1988 - 1995）
- 神垣雅行（1975 - 1980）
- 上川誠二（1982 - 1986）
- 上崎克公（1963 - 1964）
- 上崎泰一（1963 - 1964）
- 亀澤恭平（2015 - 2019）
- 加茂川重治（1989）
- 茅野秀三（1948）
- カラスコ（2011 - 2011途）
- オネルキ・ガルシア（2018）
- ギジェルモ・ガルシア（2022 - 2023）
- クラウディオ・ガルバ（2006途 - 途）
- 河合静夫（1955）
- 川相昌弘（2004 - 2006）
- 河合保彦（1952 - 1958）
- 川内八洲男（1971 - 1973）
- 川上憲伸（1998 - 2008・2012 - 2015）
- 川岸強（2004 - 2006）
- 川口孝秀（1969 - 1971）
- 川口汎夫（1956 - 1958）
- 川崎啓之介（1955 - 1959）
- 川崎憲次郎（2001 - 2004）
- 川崎貴弘（2012 - 2016）
- 川島隆（1955）
- 川添將大（1999 - 2002）
- 河野亮（1999途 - 終了）
- 河原純一（2009 - 2011）
- 川畑和人（1970途 - 1972）
- 川畑泰博（1985 - 1991途・1996）
- 川又米利（1979 - 1997）
- 河村章（1940途 - 1942）
- 河村保彦（1959 - 1967）
- 川本智徳（1987途 - 1988）
- 雁瀬治貞（1939 - 1940）
- 関東孝雄（1976 - 1981）
- 菅野武雄（1951 - 1952）
- 菅野寿彦（1954）
- 上林繁次郎（1947 - 1948）
- 神原隆彦（1968 - 1969）

き
- 菊地正法（2007 - 2009）
- 岸川登俊（1998 - 1999）
- 岸本淳希（2014 - 2017）
- 木田勇（1990）
- 木田優（1964 - 1968）
- 北角富士雄（1966 - 1970）
- 北野勝則（1990 - 1998）
- 北村俊介（1988 - 1996途）
- 北村哲治（1971 - 1976）
- 北村照文（1990途 - 1992）
- 鬼頭政一（1940 - 1940途）
- 紀藤広光（1954 - 1956）
- 紀藤真琴（2001 - 2004）
- 木下育彦（1951）
- 木下貞一（1953 - 1954）
- 木下達生（2011）
- 木下博喜（1937 - 1938）
- 木下政文（1946）
- 木下雄介（2017 - 2021途）※現役中に死去。
- 木俣達彦（1964 - 1982）
- 木村進一（1939 - 1942）
- 木村博（1952 - 1955）
- 木村昌広（2002 - 2003）
- エディ・ギャラード（2000途 - 2003途）
- ウェイン・ギャレット（1979 - 1980途）
- 京田陽太（2017 - 2022）

く
- 久慈照嘉（1998 - 2002）
- 櫛筍厚正（1960 - 1962）
- グスマン（2011）
- 楠本政夫（1938秋）
- 工藤隆人（2014 - 2018）
- 工藤友也（1994 - 1995）
- 国枝利通（1948 - 1954）
- 久野勝美（1946 - 1950）
- 久保征弘（1967 - 1968）
- マット・クラーク（2013）
- ビリー・クラウス（1963途 - 終了）
- フランクリン・グラセスキ（2007 - 2007途）
- 倉田邦房（1982 - 1986）
- 倉本信護（1937秋 - 1938）
- 栗岡英智（1979 - 1987途）
- 栗山聡（2002 - 2003）
- イバン・クルーズ（2003）
- ラファエル・クルス（2007途 - 2008途）
- 黒木幹彦（1960 - 1962）
- 桑田茂（1979 - 1986）
- 郡司裕也（2020 - 2023途）

け
- ゲーリー（1986 - 1988）
- アレックス・ゲレーロ（2017）
- 劔持貴寛（1985）

こ
- 小池貴志（1989 - 1992）
- 古池拓一（1993 - 1999）
- 小池秀郎（2000 - 2001）
- 小池正晃（2008途 - 2011）
- 小泉恒美（1971）
- 河野旭輝（1961 - 1963）
- 神山一義（1985 - 1997）
- レイ・コージ（1981）
- ダネル・コールズ（1996）
- 小久保勲（1965 - 1966）
- 小阪三郎（1936秋 - 1937・1944）
- 小島圭市（1998）
- 小島茂男（1936秋 - 1938）
- 小島禎二（1948 - 1952）
- 小島弘務（1991 - 1997）
- 小嶋正宣（1987）
- 児玉利一（1951 - 1956）
- 児玉泰（1954 - 1961）
- 小鶴誠（1942 - 1943・1946 - 1947）
- 後藤正（1936）
- 後藤祝秀（1981 - 1986）
- 小早川幸二（1991 - 1992）
- 小林善一郎（1938秋）
- 小林高也（2009 - 2011）
- 小林英幸（1959 - 1960）
- 小林正人（2003 - 2014）
- 小淵泰輔（1961 - 1963）
- 小松健二（1977 - 1980）
- 小松辰雄（1978 - 1994）
- 小松崎善久（1980 - 1989・1991）
- アレクシス・ゴメス（2014 - 2014途）
- レオ・ゴメス（1997 - 2000・2001途 - 2002）
- 小森哲也（1986 - 1997）
- 呉屋開斗（2016）
- 小山伸一郎（1997 - 2004）
- 小山日出夫（1968 - 1971）
- 小山良男（2005 - 2008）
- 金博昭（1968 - 1970）
- 金剛弘樹（2005 - 2012）
- ルイス・ゴンサレス（2020）
- 近藤賢治（1951）
- 近藤貞雄（1948 - 1954）
- 近藤真市（1987 - 1994）
- 近藤禎三（1951 - 1952）
- 近藤弘基（2015 - 2019）
- 権藤博（1961 - 1968）
- 近藤光郎（1963 - 1968途）
- 近藤満（1983 - 1986）
- 今野隆裕（1993 - 1994）

### さ行
さ
- 財津守（1961途 - 1964）
- 齊藤信介（2006 - 2012）
- 斉藤浩行（1989 - 1990）
- 斉藤学（1986 - 1990途）
- 佐伯貴弘（2011）
- 三枝規悦（1980 - 1982）
- 酒井忠晴（1989 - 1995・2003 - 2004）
- 酒井敏明（1956 - 1961）
- 坂口俊一（1957 - 1961・1963）
- 坂本木雄（1953 - 1956途・1958）
- 迫田七郎（1971途 - 終了）
- 桜井正三（1936 - 1936途）
- 桜井隆光（1951 - 1953）
- 櫻井嘉実（2003 - 2006）
- 佐々木勲（1962 - 1964）
- 佐々木健一（1992 - 1995）
- 佐々木孝次（1964 - 1969）
- 佐々木元治（1955 - 1956）
- 笹山洋一（1994 - 1996）
- 佐藤公博（1966 - 1968途）
- 佐藤進（1970 - 1971）
- 佐藤秀樹（1993 - 1998）
- 佐藤政夫（1973途 - 1980）
- 佐藤充（2004 - 2010）
- 佐藤康幸（1997 - 2000）
- 佐藤優（2016 - 2022）
- 佐藤亮太（2006 - 2009）
- 佐野心（1992 - 1995）
- 佐野重樹（2000）
- 佐野卓郎（1964 - 1966）
- サムソン（1998途 - 1999）
- 澤井道久（2005 - 2010）
- サンタマリア（2010 - 2010途）
- サンティアゴ・ラミレス（2007）

し
- ディロン・ジー（2018）
- 椎木匠（1990 - 1997）
- ディオン・ジェームズ（1994）
- モイセ・シエラ（2020）
- 塩津義雄（1965）
- 志賀正浩（1980 - 1981）
- 式田信一（1957 - 1963）
- 繁里栄（1937秋 - 1939）
- 志手清彦（1936秋 - 1937）
- 芝池博明（1977 - 1978）
- 渋谷幸春（1970 - 1975）
- 島崎毅（1999 - 2000）
- 嶋田章弘（1996途 - 終了）
- 島田卓光（1963 - 1965）
- 島田幸雄（1966）
- 島田芳明（1980 - 1987）
- 島谷金二（1969 - 1976）
- 島津充（1955 - 1959）
- 島野育夫（1963 - 1968途）
- 清水昭信（2007 - 2013）
- 清水清人（1998 - 2005）
- 清水治美（1985 - 1986）
- 清水秀雄（1946 - 1950）
- 清水宏臣（1987 - 1989）
- 清水将海（2005 - 2010途）
- 清水雅治（1989 - 1995）
- ケビン・ジャービス（1998 - 1998途）
- ブルック・ジャコビー（1993 - 1993途）
- 正津英志（1998 - 2004）
- ジョージ（1989）
- ジョーダン（2016 - 2017）
- ボビー・ジョーンズ（1979 - 1980）
- 白井孝幸（1989途 - 1990）
- 白木一二（1937 - 1938）
- 白坂勝史（1998・2000）
- 白滝政孝（1972 - 1976）
- 白次謙二（1984 - 1989）
- 新宅洋志（1966 - 1978）
- 新谷憲三（1968 - 1969）
- 神野純一（1993 - 2003）
- 新保高正（1956 - 1958）

す
- 末永吉幸（1976）
- 杉斉英（1966 - 1968）
- 杉浦清（1946 - 1950）
- 杉江文二（1947 - 1948）
- 杉下茂（1949 - 1958）
- 杉本茂（1959 - 1960）
- 杉本正（1985 - 1990途）
- 杉山悟（1948 - 1958）
- 杉山翔大（2013 - 2019）
- 杉山哲夫（1950 - 1951）
- 杉山博行（1979 - 1982）
- 鈴木翔太（2014 - 2020）
- 鈴木平（2000 - 2001）
- 鈴木隆（1949 - 1952）
- 鈴木孝政（1973 - 1989）
- 鈴木秀雄（1936 - 1939途・1944・1946）
- 鈴木博昭（1974 - 1978）
- 鈴木博志（2018 - 2023）
- 鈴木郁洋（1998 - 2002）
- 鈴木実（1936 - 1937春）
- 鈴木康友（1986途 - 1990途）
- 鈴木義広（2005 - 2014）
- 鈴木義文（1957 - 1959）
- ジーン・スチブンス（1966）
- マット・ステアーズ（1993途 - 終了）
- 砂田毅樹（2023 - 2024）
- チャーリー・スパイクス（1981）
- 須原武志（1944）

せ
- 関啓扶（2011 - 2013）
- 関川浩一（1998 - 2004）
- 瀬在文三（1954 - 1956）
- セサル（2010）
- レイソン・セプティモ（2016途 - 終了）
- 芹澤裕二（1987 - 1995）

そ
- 曹竣揚（2000 - 2002）
- ソーサ（2012途 - 終了）
- 曽田康二（1981 - 1987）
- ソト（2011途 - 2012）
- 宋相勲（2012 - 2014）
- 宣銅烈（1996 - 1999）

### た行
た
- 大塔正明（1996 - 2000）
- 大豊泰昭（1989 - 1997・2001 - 2002）
- タイロン・ウッズ（2005 - 2008）
- 田尾安志（1976 - 1984）
- 高江洲拓哉（2006 - 2008）
- 高岡英司（1966 - 1968）
- 高木一巳（1960 - 1972）
- 高木公男（1951 - 1952）
- 高木茂（1937・1939途 - 1940）
- 高木時夫（1961 - 1974）
- 高木守道（1960 - 1980）
- 高島覚（1988 - 1990途）
- 髙島祥平（2009 - 2012）
- 髙橋聡文（2002 - 2015）
- 高橋幸二（1988 - 1992）
- 高橋勉（1963）
- 高橋三千丈（1979 - 1984）
- 高橋光信（1998 - 2006）
- 高橋吉雄（1936）
- 峰秀（1999 - 2000）
- 髙松渡（2018 - 2023途）
- 高元勝彦（1977 - 1980）
- 高山邦男（1953 - 1956）
- 滝野要（2019 - 2022）
- 竹内秀於（1951）
- 竹内洋（1965 - 1973）
- 竹内龍臣（2020 - 2024）
- 竹下哲史（2006 - 2007）
- 武田一浩（1999 - 2001）
- 武田健吾（2019途 - 2021）
- 竹田和史（1969 - 1976）
- 竹中惇（1962 - 1968）
- 竹本卓（1949 - 1950）
- 竹屋三郎（1962 - 1965）
- 武山真吾（2014途 - 2019）
- 田島慎二（2012 - 2024）
- 田代政利（1956）
- 但木健一郎（1953 - 1954）
- 立浪和義（1988 - 2009）
- 田中一夫（1952）
- 田中金太郎（1942）
- 田中大輔（2007 - 2014）
- 田中勉（1968 - 1969）
- 田中富生（1988 - 1993）
- 田中裕康（1962 - 1965）
- 田中実（1937 - 1940途）
- 田中幸雄（1990 - 1991）
- 田中良明（1960 - 1961）
- 田辺修（1970 - 1972）
- 谷哲男（1965 - 1967）
- 谷哲也（2007 - 2018）
- 谷木恭平（1973 - 1980）
- 谷繁元信（2002 - 2015）
- 谷元圭介（2017途 - 2023）
- 谷本征一（1953）
- 種田仁（1990 - 2001途）
- 田上秀則（2002 - 2005）
- 田野倉利男（1973 - 1984）
- ジョアン・タバーレス（2022途 - 終了）
- 田原藤太郎（1954 - 1959）
- 田原基稔（1954）
- 玉野宏昌（2005）
- 多村仁志（2016）

ち
- チェン（2004途 - 2011）
- 千葉英二（1955 - 1956）
- 千原陽三郎（1964 - 1972）

つ
- 辻孟彦（2012 - 2014）
- 辻哲也（1973 - 1975）
- 辻正孝（1971）
- 辻田摂（2001 - 2002）
- 辻本弘樹（1988 - 1991）
- 土谷鉄平（2001 - 2005）
- 土屋亨（1949 - 1955）
- 土屋紘（1968 - 1973途）
- 土屋弘光（1956 - 1957）
- 土屋正勝（1975 - 1983）
- 筒井壮（1997 - 2004）
- 筒井正也（2004）
- 都築克幸（2002 - 2005）
- 津野広志（1993 - 1994）
- 坪井新三郎（1970 - 1975）
- 坪内道典（1949 - 1951）
- 鶴田泰（1993 - 2000）

て
- ビクトル・ディアス（2012途 - 2013途）
- アレックス・ディカーソン（2024）
- ベニー・ディステファーノ（1990 - 1990途）
- オジー・ティモンズ（2001）
- ディンゴ（2000 - 2000途）
- ウィリー・デービス（1977）
- ボビー・テーラー（1973）
- デニー（2006 - 2007）
- デビッド（1991途 - 終了）
- 寺田陽介（1962 - 1963）
- 寺西秀人（1991 - 1994）
- 寺本昭八郎（1952 - 1953）
- デラロサ（2008途 - 2009）

と
- 徳武定之（1968 - 1970）
- 徳永喜久夫（1951 - 1958）
- 戸田忠男（1954 - 1958）
- 戸田善紀（1977 - 1982）
- 堂上剛裕（2004 - 2014）
- 堂上照（1971 - 1985）
- 堂上直倫（2007 - 2023）
- ラリー・ドビー（1962途 - 終了）
- 冨田虎人（1957 - 1958）
- 富田勝（1981 - 1982）
- 富永章敬（1991 - 1994）
- ドミンゴ（2004 - 2006途）
- 友永翔太（2015 - 2019）
- 外山博（1967 - 1970）
- 豊島寛（1973 - 1978）
- 豊田誠佑（1979 - 1988）
- 豊永隆盛（1966 - 1973）
- 鳥越裕介（1994 - 1999途）
- 鳥谷元（1966 - 1968）
- 鳥谷部健一（2006）

### な行
な
- 内藤尚行（1996途 - 1997）
- 中利夫（1955 - 1972）
- 中尾孝義（1981 - 1988）
- 長岡久夫（1949 - 1951）
- 中川誠也（2016）
- 中川裕貴（2004 - 2011）
- 永川満寿（1992）
- 中崎義夫（1951）
- 中里篤史（2001 - 2009）
- 仲澤忠厚（2001 - 2005）
- 長島甲子男（1942 - 1943・1946 - 1947）
- 長嶋清幸（1991 - 1992）
- 中嶋治彦（1989 - 1991）
- 中島宏之（2024）
- 中嶋愛和（1972 - 1975）
- 永田能隆（2001）
- 中田賢一（2005 - 2013）
- 中田宗男（1979 - 1983）
- 中田亮二（2010 - 2014）
- 中西由行（1951 - 1954）
- 中根之（1936）
- 仲根政裕（1988）
- 中野栄一（1997 - 2004）
- 中原勇一（1977 - 1986）
- 長峰昌司（2003 - 2011）
- 中村一生（2005 - 2011）
- 中村公治（2004 - 2009）
- 中村三郎（1939 - 1940）
- 中村武志（1985 - 2001）
- 中村武敏（1962 - 1965）
- 中村紀洋（2007途 - 2008）
- 中村弘道（1989途 - 終了）
- 中山俊丈（1955 - 1965）
- 中山裕章（1994途 - 2001）
- 夏目順三（1956 - 1957）
- リカルド・ナニータ（2015 - 2016）
- 奈良原浩（2006途 - 終了）
- 成田秀秋（1959 - 1962）
- 南里政男（1937秋）

に
- 新島修（1983 - 1984）
- ボブ・ニーマン（1963）
- 西井哲夫（1987）
- 西尾慈高（1961 - 1965）
- 西岡三四郎（1976）
- 西川明（2007 - 2010）
- 西川健太郎（2012 - 2016）
- 西川武史（1952）
- 西沢道夫（1937 - 1943・1946 - 1946途・1949 - 1958）
- 西田暢（1970 - 1975）
- 西濵幹紘（2016 - 2018）
- 西村英嗣（1987 - 1989途）
- 西本聖（1989 - 1992）
- 二宮正己（1993 - 1995）
- 仁平馨（1998 - 1999）
- 仁村薫（1988 - 1990）
- 仁村徹（1984 - 1995）
- ニューク（1962途 - 終了）
- 丹羽一幸（1953 - 1957）
- 丹羽淑雄（1936）

ね
- ドリュー・ネイラー（2015途 - 2016）
- マキシモ・ネルソン（2008途 - 2012）

の
- ノース（1936春）
- 野口明（1949 - 1956）
- 野口勝治（1963 - 1967）
- 野口恭三（1954 - 1955）
- 野口茂樹（1993 - 2005）
- 野口正明（1942 - 1944・1947）
- 野中徹博（1994途 - 1996）
- 野村晃司（1949 - 1950）
- 野村実（1936春夏）
- 野村亮介（2015 - 2017）
- 野本圭（2009 - 2018）

### は行
は
- バート（1971 - 1972）
- フアン・ハイメ（2016）
- アロンゾ・パウエル（1992途 - 1997）
- 芳賀直一（1936 - 1937秋・1938秋 - 1943）
- 橋爪大佑（2014 - 2015）
- 橋本勝隆（1967 - 1968）
- 橋本匡博（1951 - 1952）
- 橋本久敏（1960）
- 長谷川繁雄（1962）
- 長谷川徴（1955）
- 長谷部裕（1987 - 1996・1997途 - 1998）
- 畑隆幸（1965）
- 服部一男（1936 - 1938春）
- 服部受弘（1939 - 1941・1946 - 1958）
- ジム・バビー（1970）
- 浜崎忠治（1947 - 1948）
- 浜島清光（1956 - 1959）
- 浜田一夫（1982 - 1987）
- 浜田総国（1964 - 1971）
- 濱田達郎（2013 - 2022）
- 浜田智博（2015 - 2020）
- 浜中祥和（1965 - 1968）
- 早川和夫（1990 - 1993）
- 早川真次（1953 - 1957）
- 早川実（1976 - 1979）
- 林直明（1946）
- ネルソン・パヤノ（2009・2014）
- 原正（1963 - 1964）
- 原田督三（1948 - 1958）
- 原田政彦（1995 - 1996途・1997途 - 2001途）
- 原田享（1958 - 1960）
- バッキー・ハリス（1936）
- 波留敏夫（2001途 - 2002）
- マーチン・バルガス（2002途 - 2004）
- 春田剛（2006 - 2007）
- バルデス（2010）
- マーク・バルデス（2003 - 2004）
- ラウル・バルデス（2015 - 2017）
- ジョー・バレンタイン（2007 - 2007途）
- バンスロー（1990）
- 半田春男（1962）
- メルビン・バンチ（2000 - 2002）
- 板東英二（1959 - 1969）

ひ
- 日置司（1965）
- 日笠雅人（1996 - 2000）
- 樋口一紀（1996 - 1997）
- 樋口賢（2008 - 2009）
- 樋口龍美（2005 - 2007）
- 樋口都雄（1954）
- 美口博（1976 - 1980）
- 彦野利勝（1983 - 1998）
- 久本祐一（2002 - 2012）
- ダヤン・ビシエド（2016 - 2024）
- 菱川章（1965 - 1972）
- 英智（1999 - 2012）
- 日野茂（1968 - 1972途）
- 日野美澄（1957 - 1958）
- 平井正史（2003 - 2012）
- 平田晟（1956 - 1958）
- 平田恒雄（1979 - 1985）
- 平田洋（1994 - 1998）
- 平田良介（2006 - 2022）
- 平沼定晴（1983 - 1986・1996 - 1997）
- 平野謙（1978 - 1987）
- 平松一宏（2002 - 2005）
- 平松秀敏（1972 - 1978）
- 広島尚保（1956 - 1961）
- 広瀬明彦（1981 - 1984）
- 広瀬宰（1973 - 1975）
- 広野功（1966 - 1967・1974）
- 広橋公寿（1990）

ふ
- マイケル・フェリス（2023途 - 2024）
- スティーブ・フォックス（1969）
- 福沢卓宏（2000 - 2003）
- 福沢幸雄（1960 - 1962）
- 福島章太（2021 - 2024）
- 福田功（1976 - 1982）
- 福谷浩司（2013 - 2024）
- 福田信夫（1962 - 1964）
- 福田永将（2007 - 2023）
- 福留孝介（1999 - 2007・2021 - 2022）
- 普久原淳一（2005 - 2008）
- 藤井淳志（2006 - 2021）
- 藤井優志（1996 - 2002）
- 藤王康晴（1984 - 1989）
- 藤沢公也（1979 - 1984）
- 藤澤拓斗（2014 - 2015）
- 藤沢哲也（1972 - 1975）
- 藤立次郎（2002 - 2003）
- 藤波行雄（1974 - 1987）
- 藤野光久（1952 - 1954）
- 藤野義登（1944・1946）
- 藤本正一（1958）
- 藤本英雄（1947）
- 藤吉優（2015 - 2017）
- 藤原鉄之助（1942 - 1944・1946 - 1947）
- 船津亨（1954 - 1956）
- 船山稔雄（1961 - 1961途）
- ラルフ・ブライアント（1988途 - 途）
- ルイス・ブラウン（2005途 - 終了）
- ブラッドリー・バーゲセン（2013 - 2013途）
- ブランコ（2009 - 2012）
- サンディ・ブリトー（2019途 - 2020）
- 古川清蔵（1941 - 1943・1946 - 1947）
- 古川忠道（1948）
- 古川利行（1985 - 1987）
- 古谷盛人（1981 - 1987）
- 古本武尊（2013 - 2017）
- フレッド（1978途 - 終了）
- スコット・ブレット（2002）

へ
- ヘスス（2010 - 2011途）
- エルネスト・ペレイラ（2006途 - 途）
- ラファエル・ペレス（2015途 - 終了）
- クリスチャン・ベロア（2005途 - 終了）
- ドウェイン・ヘンリー（1994）

ほ
- ポール・ホイタック（1965）
- 法元英明（1956 - 1968）
- 蓬萊昭彦（1987 - 1988）
- メル・ホール（1995）
- 星田次郎（1946 - 1952）
- 星野仙一（1969 - 1982）
- 星野秀孝（1968 - 1975）
- 星山晋徳（1961）
- ホッシャ（2003 - 2005）
- 堀尾和男（1952）
- 堀込基明（1968途 - 1970）
- 堀田守和（1951 - 1952）
- 本多逸郎（1950 - 1961・1964途 - 1965）
- 本田威志（1962 - 1964）
- 本田親喜（1940 - 1942）

### ま行
ま
- ジム・マーシャル（1963 - 1965）
- ジーン・マーチン（1974 - 1978）
- 前岡勤也（1961 - 1964）
- 前田章宏（2002 - 2013）
- 前田勝宏（2001）
- 前田喜代士（1936 - 1937春）
- 前田圭亮（1941）
- 前田新悟（2002 - 2004）
- 前田益穂（1958 - 1963）
- 前田幸長（1996 - 2001）
- 前原博之（1986 - 1995）
- 牧常一（1939 - 1941）
- 牧田政彦（1964 - 1966）
- 牧野潔（1936）
- 牧野茂（1952 - 1959）
- 幕田賢治（1997 - 2005）
- 正岡真二（1968 - 1984）
- 桝嘉一（1936 - 1944）
- 益田大介（1996 - 2001途）
- 又吉克樹（2014 - 2021）
- 松井隆昌（1993 - 1996）
- 松井達徳（1990 - 1997）
- 松井雅人（2010 - 2019途）
- 松井佑介（2010 - 2019途）
- 松浦一義（1936途 - 終了）
- 松浦正（1975 - 1978）
- 松浦英信（1983 - 1987）
- 松尾幸造（1937秋 - 1944・1946 - 1947）
- 松坂大輔（2018 - 2019）
- 松田亘哲（2020 - 2023）
- 松永幸男（1990 - 1997途）
- 松林茂（1977 - 1978）
- 松本英雄（1951）
- 松本和雄（1950 - 1952）
- 松本忍（1966 - 1970）
- 松本幸行（1970 - 1979）
- 的場祐剛（1964）
- ワーナー・マドリガル（2013途 - 終了）
- マルク（2018 - 2022）
- アリエル・マルティネス（2018 - 2022）
- ライデル・マルティネス（2017 - 2024）
- ルイス・マルティネス（2005 - 2006途）
- 丸山泰資（2017 - 2021）
- 丸山二三雄（1949 - 1950）

み
- 三浦敏一（1937 - 1941）
- 三浦将明（1984 - 1990）
- 三澤興一（2007）
- 三沢淳（1972 - 1984）
- 水田圭介（2011）
- 水谷茂雄（1985）
- 水谷工（1955 - 1956）
- 水谷則博（1969 - 1973途）
- 水谷寿伸（1959 - 1974）
- 水谷啓昭（1979 - 1983）
- 水谷実智郎（1965 - 1968）
- 水沼四郎（1983）
- 水野良一（1947 - 1948）
- 水野録郎（1954 - 1955）
- 水本啓史（1982 - 1987）
- 三瀬幸司（2010途 - 2014）
- 溝脇隼人（2013 - 2023）
- 三ツ間卓也（2016 - 2021）
- 三ツ俣大樹（2014途 - 2022）
- 光山英和（1997途 - 1999途）
- 三富恒雄（1949 - 1954）
- 湊川誠隆（2003 - 2004）
- 南方義一（1936春夏）
- 南渕時高（1998 - 1999）
- 南牟礼豊蔵（1991途 - 1993）
- 三村勲（1946 - 1947）
- 都裕次郎（1977 - 1989）
- 宮越徹（1997 - 2004）
- 宮崎一夫（1947 - 1948）
- 宮崎晋一（1961 - 1963）
- 宮下信明（1948 - 1954）
- 宮下昌己（1983 - 1989）
- 三好真一（1969 - 1979）
- 三好大倫（2021 - 2024）
- ケビン・ミラー（2003 - 2003途）※ケビン・ミラー問題に伴い、来日することなく自由契約。
- ジョン・ミラー（1970 - 1972）
- 三輪敬司（1995 - 2001）

む
- 武藤祐太（2011 - 2017）
- 村井一男（1987途 - 終了）
- 村上義則（1971 - 1977）
- 村瀬一三（1938 - 1941途）
- 村田勝喜（1996 - 1997）
- 村松幸雄（1939 - 1941）

め
- レアンドロ・メジャ（2014 - 2015途）

も
- 望月一也（1980 - 1982）
- ケン・モッカ（1982 - 1985）
- 本村信吾（1987 - 1988）
- 元村泰夫（1961 - 1964）
- スティーブン・モヤ（2018 - 2019途）
- 森廣二（1996途 - 1997）
- 森章剛（1998 - 2005）
- 森徹（1958 - 1961）
- 森井茂（1936 - 1938・1940 - 1944・1946）
- 森岡淳（1983）
- 森岡良介（2003 - 2008）
- 森口益光（1987 - 1988）
- 森越祐人（2011 - 2014）
- 森田幸一（1991 - 1995）
- 森田通泰（1963 - 1965）
- 盛田嘉哉（1971 - 1974）
- 森野将彦（1997 - 2017）
- 森本潔（1977 - 1979）
- モンテ（1995 - 1995途）

### や行
や
- 八木智哉（2015 - 2017）
- 矢口哲朗（1999 - 2005）
- 谷沢健一（1970 - 1986）
- 安木祥二（1982途 - 1984）
- 安田秀之（1998 - 2000）
- 矢地健人（2010 - 2014）
- 柳川福三（1961途 - 1965）
- 柳沢高雄（1977 - 1984）
- 柳沢裕一（2001 - 2006）
- 柳田殖生（2006 - 2013）
- 矢野輝弘（1991 - 1997）
- 矢野晃（1964 - 1966）
- 山井大介（2002 - 2021）
- 山内和宏（1990途 - 1992）
- 山内壮馬（2008 - 2015）
- 山北茂利（2000 - 2004）
- 山口幸司（1989 - 1999）
- 山口富康（1956 - 1957）
- 山口春光（1964 - 1965）
- 山崎公晴（1970 - 1976）
- 山﨑賢太（2001 - 2003）
- 山崎修二（1980 - 1982）
- 山崎善平（1951 - 1957）
- 山﨑武司（1987 - 2002・2012 - 2013・2014途 - 途）※2014年は引退試合に出場するための4日だけの現役復帰。
- 山下斐紹（2021 - 2022）
- 山下実（1942）
- 山田和利（1984 - 1990・1996）
- 山田喜久夫（1990 - 1998）
- 山田広二（1995 - 1998・2000）
- 山田貴志（1997 - 1998）
- 山田洋（1995 - 2001途）
- 山田広彦（1952 - 1953）
- 山中勝己（1988）
- 山中潔（1990途 - 1991）
- 山中巽（1962 - 1970）
- 山根利明（1958 - 1960）
- 山野和明（1996 - 1997）
- 山部精治（1953 - 1955）
- 山本静雄（1948 - 1949）
- 山本拓実（2018 - 2023途）
- 山本達男（1948）
- 山本久夫（1964 - 1965）
- 山本尚敏（1946 - 1948）
- 山本廷儀（1960）
- 山本博美（1959 - 1960）
- 山本文哉（1953 - 1956）
- 山本雅士（2015 - 2018）
- 山本保司（1991 - 1995）
- 山本昌（1984 - 2015・2016途 - 途）※2016年は引退試合に出場するための10日だけの現役復帰。

ゆ
- 雄太（2005 - 2016）

よ
- 横田元（1954）
- 横田真之（1993 - 1994）
- 横地由松（1958 - 1960）
- 横山昌弘（1959 - 1961）
- 吉岡秀雄（1955 - 1956）
- 吉川大幾（2011 - 2014）
- 吉沢岳男（1953 - 1961・1969）
- 吉田猪佐喜（1939 - 1944・1949）
- 吉田英司（1957 - 1958）
- 吉田嵩（2016 - 2018）
- 吉田利一（2010 - 2013）
- 吉田太（1991 - 1994）
- 吉鶴憲治（1993 - 1996途）
- 義信（1989 - 1990）
- 吉原孝介（1999途 - 2000）
- 吉見一起（2006 - 2020）
- 芳村嵓夫（1949）
- 善村一仁（2000 - 2004）
- 吉山智久（1963 - 1966）
- 与田剛（1990 - 1996途）
- 与那嶺要（1961 - 1962）
- 米村明（1985 - 1991）

### ら行
ら
- マーク・ライアル（1991 - 1992途）
- エンリケ・ラミレス（2007途 - 終了）

り
- 李鍾範（1998 - 2001途）
- アマウリ・リーバス（2015）
- オマール・リナレス（2002途 - 2004）
- ネルソン・リリアーノ（1999途 - 終了）

る
- 呂建剛（1999 - 2002）
- エクトル・ルナ（2013 - 2015）

れ
- ペドロ・レビーラ（2022途 - 2023）

ろ
- ローン（1975 - 1976途）
- ランディ・ロサリオ（2021）
- ジャリエル・ロドリゲス（2020 - 2023）
- ジョエリー・ロドリゲス（2018途 - 2019）
- エンニー・ロメロ（2019 - 2020）
- ホルヘ・ロンドン（2017）

### わ
- ジェイ・ワード（1966）
- 若狭徹（1981 - 1983）
- 若林隆信（1992 - 1995）
- 若林弘泰（1992 - 1997）
- 若松駿太（2013 - 2018）
- ルーク・ワカマツ（2021 - 2022）
- 若生和也（1968 - 1972）
- 和田一浩（2008 - 2015）
- 和田武彦（1953）
- 渡邉博幸（1996 - 2007）
- 渡辺正雄（1954 - 1955）
- 渡辺勝（2016 - 2022）
- 渡部司（1970 - 1979）

## 歴代監督
- 池田豊（1936）
- 桝嘉一（1937・1943）
- 根本行都（1938 - 1939途）
- 小西得郎（1939途 - 1941途）
- 本田親喜（1941途 - 1942）
- 三宅大輔（1944）
- 竹内愛一（1946 - 1946途）
- 杉浦清（1946途 - 1948・1963 - 1964）
- 天知俊一（1949 - 1951・1954・1957 - 1958）
- 坪内道典（1952 - 1953）
- 野口明（1955 - 1956）
- 杉下茂（1959 - 1960・1968）
- 濃人貴実（1961 - 1962）
- 西沢道夫（1965 - 1967）
- 水原茂（1969 - 1971）
- 与那嶺要（1972 - 1977）
- 中利夫（1978 - 1980）
- 近藤貞雄（1981 - 1983）
- 山内一弘（1984 - 1986）
- 星野仙一（1987 - 1991・1996 - 2001）
- 高木守道（1992 - 1995・2012 - 2013）
- 山田久志（2002 - 2003）
- 落合博満（2004 - 2011）
- 谷繁元信（2014 - 2016）
- 森繁和（2017 - 2018）
- 与田剛（2019 - 2021）
- 立浪和義（2022 - 2024）
- 井上一樹（2025 - ）

監督代行
- 西沢道夫（1964）※杉浦の退任に伴う。
- 近藤貞雄（1967）※西沢の病気療養に伴う。
- 本多逸郎（1968）※杉下の退任に伴う。
- 高木守道（1986）※山内の退任に伴う。
- 徳武定祐（1995）※高木の退任に伴う。
- 島野育夫（1995・2000）※1995年は代行・徳武の退任、2000年は星野の出場停止に伴う。
- 佐々木恭介（2003）※山田の退任に伴う。
- 森繁和（2014 - 2016）※2014 - 2015年は選手兼任である谷繁の試合出場時、2016年は谷繁の病気療養（インフルエンザ）と退任に伴う。
- 森脇浩司（2017）※森のチーム離脱（親族の通夜・告別式への参列のため）に伴う。

## 永久欠番
- 10 - 服部受弘（投手）
- 15 - 西沢道夫（一塁手）